# Gagea sarysuensis
Gagea sarysuensis là một loài thực vật có hoa trong họ Liliaceae. Loài này được Murz. miêu tả khoa học đầu tiên năm 1993.